# Hennef (Sieg)
Hennef (Sieg), Hennef an der Sieg, är en stad i västra Tyskland, tillhörande Rhein-Sieg-Kreis i Regierungsbezirk Köln i förbundslandet Nordrhein-Westfalen. Staden ligger 15 kilometer öster om Bonn vid floden Sieg. Till stadskommunen hör även ett hundratal mindre orter som idag utgör kommundelar i Hennefs stad. Den totala kommunbefolkningen uppgår till cirka 48 000 invånare.